# Črni oreh
Črni oreh (znanstveno ime Juglans nigra) je drevo iz družine orehovk, ki je samonikel v delih Severne Amerike.

## Opis
Črni oreh je veliko listopadno drevo, ki v višino doseže med 30 in 40 metri. Kadar raste v gozdnih sestavih ima visoko, ravno deblo, če pa raste posamično je deblo krajše in je krošnja bolj široka in košata. Skorja drevesa je črno-sica in globoko brazdasta. Listi so premenjalni, dolgi od 30 do 60 cm, sestavljeni pa so iz od 15 do 23 posamičnih suličastih listkov. Najdaljši listki se nahajajo na sredini lista in dosežejo v dolžino od 7 do 10 cm, v širini pa merijo od 2 do 3 cm. Moški cvetovi so viseče mačice, dolge od 8 do 10 cm. Ženski cvetovi so zbrani v skupine od 2 do 5 cvetov, razvijejo pa se na koncih vej. Oplojeni ženski cvetovi se razvijejo v koščičast plod, znotraj katerega je posamezen oreh. Plod ima sivo-zeleno mesnato lupino in dozori v oktobru. Dozoreli plod odpade cel. Oreh je relativno majhen in ima trdo lupino. Drevo začne razvijati plodove pri starosti od 4 do 6 let, polno rodnost pa doseže pri 20 letih. Drevo lahko doživi 130 let. 
V Evropo so črni oreh prinesli leta 1629.